# Río Blanco (Indiana)
El río Blanco (del inglés: 'White River'), es un río del Noreste de los Estados Unidos, el principal afluente del río Wabash, a su vez afluente del río Ohio. Con una de sus fuentes, el West Fork, alcanza una longitud de 439 km y discurre por la parte central y sur del estado de Indiana.

## Las dos bifurcaciones
El río Blanco nace de la confluencia de dos ríos. La bifurcación o ramal Oeste (West Fork) es el ramal más largo del río que recorre 439 km. Comienza en Winchester (5037 hab. en el censo de 2000), en el condado de Randolph, y luego en un curso muy serpenteante, pasa por las ciudades de Muncie (65 287 hab.), Anderson (59 734 hab.) e Indianápolis (781 870 hab.), la capital de Indiana, antes de juntarse con el ramal Este, en la tríada de los condados de Daviess, Knox y Pike.
La bifurcación o ramal Este (East Fork) comienza en Columbus (Indiana), en la confluencia del río Driftwood y el río Flatrock. La bifurcación Este recorre 261 km antes de unirse a la bifurcación Oeste.
El río Blanco combinado discurre otros 72 km antes de desaguar en el río Wabash, en el tramo que forma la frontera Indiana-Illinois.

## Usos recreativos
Incluso con las amenazas constantes peligros de contaminación, debido a las aguas residuales del provenientes de la ciudad de Indianápolis, hay un muchas opciones de ocio para realizar en el río Blanco. De la pesca la práctica del kayak y el uso de las canoas, hay muchas actividades recreativas a experimentar. De hecho, hay incluso un club de yates.

## Contaminación
En 1997, el río Blanco fue considerado como uno de los ríos amenazados de los Estados Unidos. Los pesticidas (herbicidas e insecticidas) se utilizan extensivamente, cuyos residuos eran arrojados en el río. El uso de herbicidas en la cosecha del maíz y a de la sojas explica la mayor parte del uso. Los pesticidas lo más frecuentemente detectaron cerca de la boca del río Blanco, durante 1991 y 1995, eran el alachlor, el atrazine, el cyanazina y el metolachlor.
Las concentraciones más altas de herbicidas en el río fueron encontradas durante última aplicación. Generalmente, las concentraciones del alachlor han estado disminuyendo mientras que las concentraciones del acetochlor han estado aumentando en respuesta a cambios en el uso de estos herbicidas.
La cantidad total de los herbicidas de uso general transportados por el río es el cerca de 1 % o menos de la cantidad aplicada por la granjas. Los insecticidas de uso general en áreas urbanas y agrícolas también fueron encontrados pero en concentraciones mucho más bajas que los herbicidas de uso general.